# Джилліан Тайлер
Джилліан Тайлер (англ. Jillian Tyler, 5 вересня 1988) — канадська плавчиня.
Учасниця Олімпійських Ігор 2008, 2012 років.